# Versandtasche

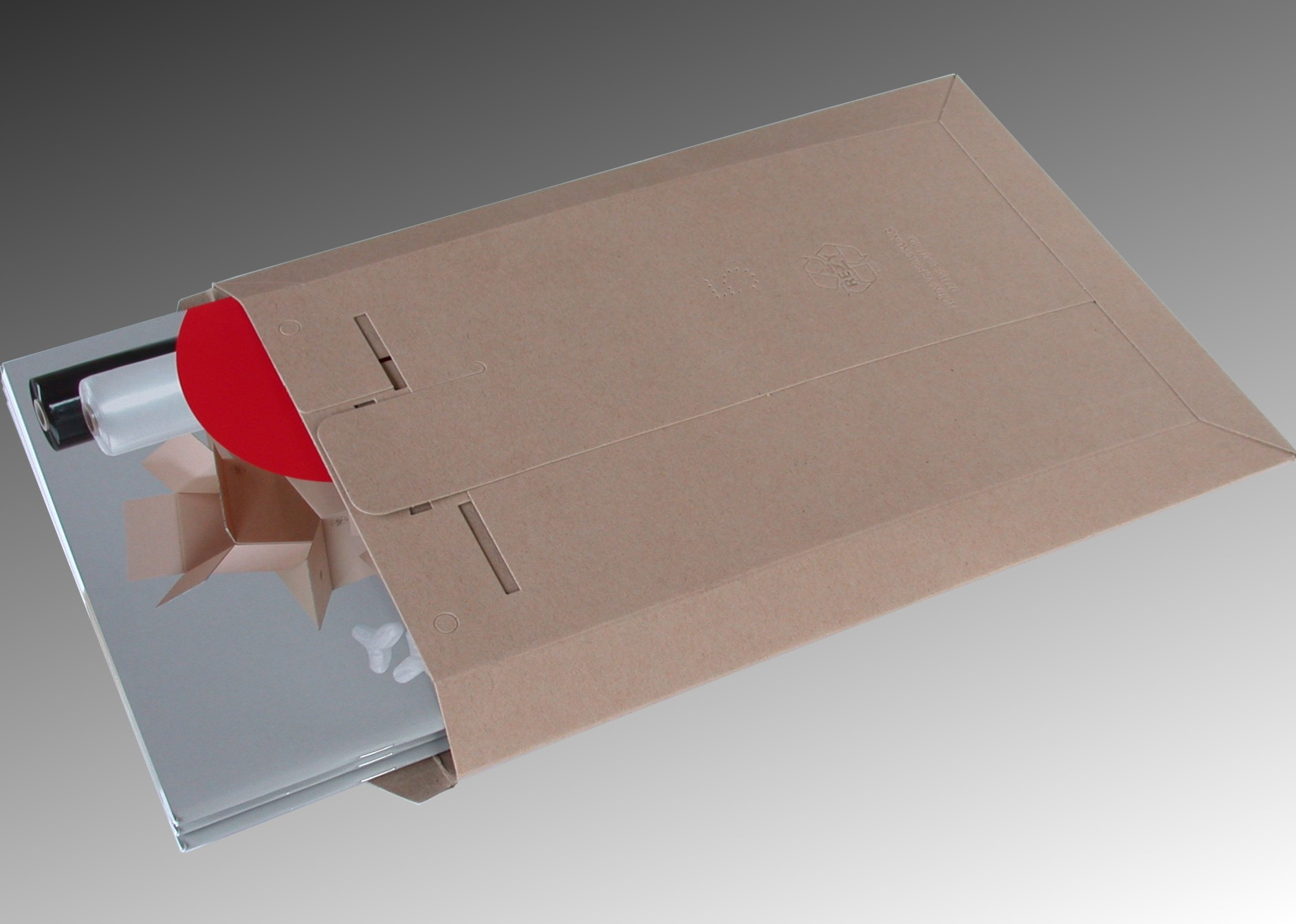
Versandtasche aus Vollpappe

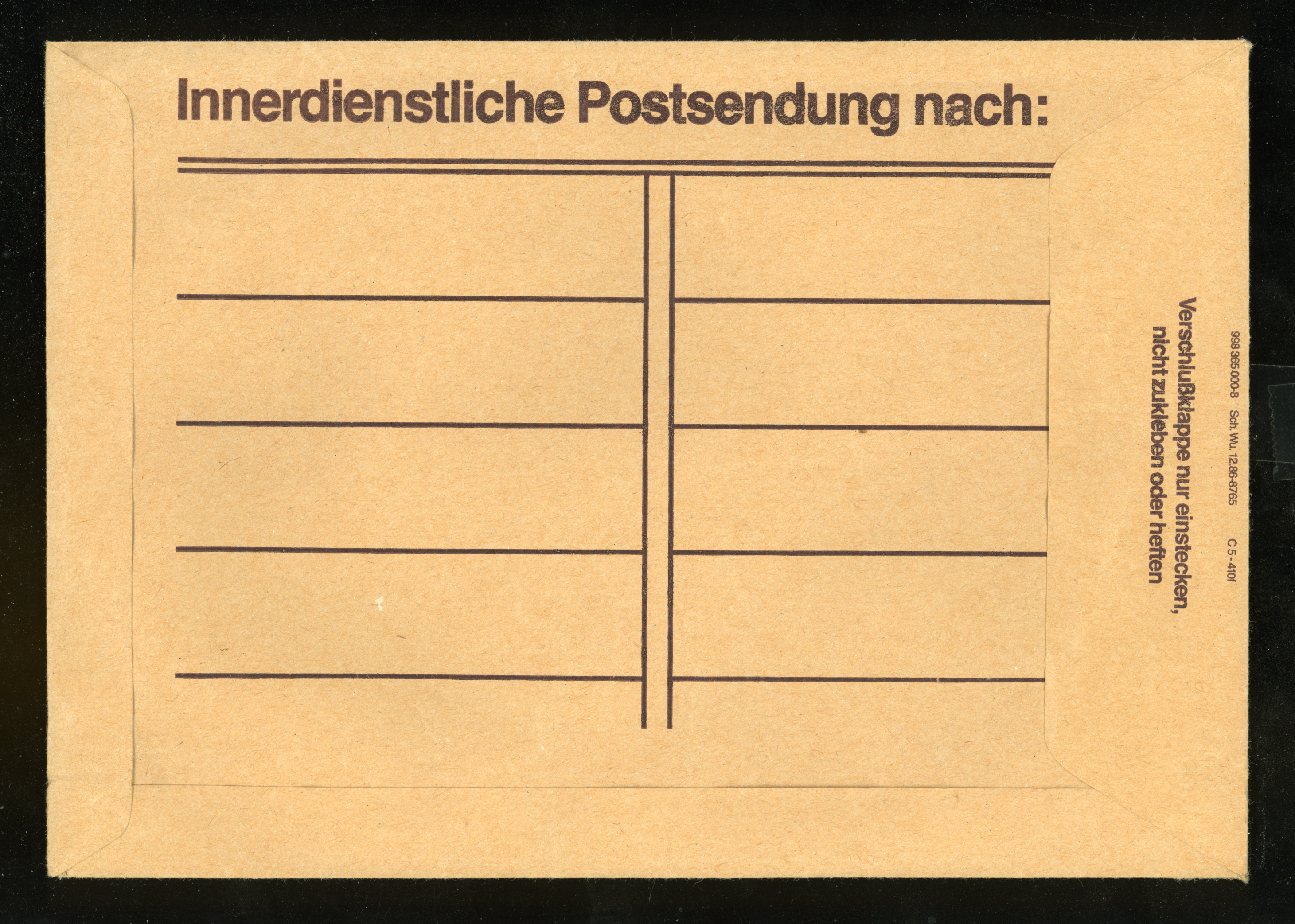
Eine bis zu 20-mal verwendbare Versandtasche der ehemaligen Deutschen Bundespost. Nach Durchstreichen des Adressfeldes wurde eine neue Adresse eingetragen. Der Versand war kostenlos.

Eine Versandtasche ist eine Versandverpackung für relativ flache Versandgüter wie Briefe, Prospekte, Kataloge etc.
Versandtaschen haben die Aufgabe, das Versandgut vor unberechtigtem Zugriff und vor Beschädigung zu schützen. Häufig sind Versandtaschen versteift (zum Beispiel mit einer Kartoneinlage) oder gepolstert (zum Beispiel mit einer Einlage aus Luftpolsterfolie), um das Versandgut auf dem Transportweg vor Beschädigung durch Schlag-, Stoß- oder Knickeinwirkung zu schützen. Versandtaschen werden meist aus Papier, Karton, Pappe, Wellpappe oder Kunststofffolien hergestellt.
Seit 2011 gibt es auch Versandtaschen aus Zuckerrohrbagasse. Diese sind ausschließlich aus Naturprodukten gefertigt und rückstandsfrei kompostierbar.
In der Vergangenheit hatten Versandtaschen ihren Verschluss stets an der kurzen Seite. Mittlerweile gibt es auch Versandtaschen, die den Verschluss auf der langen Seite haben (sogenannte Querbefüllung). Dies erleichtert das Befüllen.

## Verschließarten
Folgende Methoden zum Verkleben des Verschlusses sind üblich:

### Unzerstört wieder zu öffnen
- Adhäsionsverschluss, ein Haftverschluss
- Verschluss mit Musterklammern
- Zungenverschluss

Vorteil: Die Sendungen können zu Kontrollzwecken geöffnet und wieder verschlossen werden. Sie sind eingeschränkt wiederverwertbar. Für manche Versandarten wie die Büchersendung ist zu Prüfzwecken eine solche Möglichkeit des zerstörungsfreien Öffnens und Wiederverschließens vorgeschrieben.

### Einmalig zu verwenden
- Nassklebend: Nassklebetaschen haben eine spezielle Gummierung, die durch Kontakt mit Feuchtigkeit klebt. Diese Klebetechnik ist für Kuvertiermaschinen besonders gut geeignet.
- Selbstklebend: Ein Zwei-Komponenten-Leim ermöglicht die Klebkraft bei selbstklebenden Versandtaschen. Erst durch ein Zusammenbringen klebt dieser Leim. Die Versandtaschen können ein bis zwei Jahre gelagert werden, danach verlieren die Klebestreifen an Kraft. Außerdem entstehen wegen der Migration des Klebers durch das Papier im Laufe der Jahre braune Flecken. Mit etwas Vorsicht lässt sich diese Verschlussart auch nachträglich öffnen und wieder verschließen.
- Haftklebend: Haftklebende Versandtaschen zeichnen sich durch eine einseitige, selbstklebende Gummierung aus, die durch einen Silikonstreifen geschützt ist. Die Haltbarkeit der Klebung beträgt etwa fünf Jahre.

## Spezialversandtaschen
Im Handel findet man spezielle Versandtaschen für Bücher, CDs, DVDs und Videokassetten.

## Umweltfreundliche Versandtaschen
Es gibt umweltfreundliche Versandtaschen, die biologisch abbaubar sind. Diese sind von der Rücknahmepflicht der Verpackungsverordnung (§ 6) durch § 16 VerpackV befreit.